# Total (banda)
Total foi um girl group estadunidense de R&B, que existiu entre 1994 e 2000 e foi um dos associados da Bad Boy Records.

## Discografia
- Total (1996)
- Kima, Keisha, and Pam (1998)